# Площадь Святого Юра
Пло́щадь Свято́го Ю́ра — площадь в Галицком районе города Львова, частично расположенная на Святоюрской горе. От площади расходятся улицы: Листопадового чина, Устияновича, Карпинского, Шептицких, Митрополита Шептицкого и Озаркевича, которая соединяется с Городоцкой.

## История
В 1655 году здесь находился лагерь войск Богдана Хмельницкого, который совместно с русским войском осаждал обороняемый поляками Львов. В честь этого события установлена мемориальная доска на доме № 6 (художник Дмитрий Крвавич, 1979).
С 1679 года на площади проводились ежегодные ярмарки. Постепенно они приобрели широкую известность и, начиная с 1780-х годов, почти до конца следующего столетия происходили уже дважды в год — на праздник Святого Юрия и на Покров и длились несколько недель. Наибольшего подъёма Святоюрские ярмарки достигли в первой половине XIX века. Большая часть бывшей ярмарочной территории сейчас занята более поздними сооружениями различного назначения. О ярмарке написана картина польского художника Антона Ланге «Jarmarek pod Świętym Jerzym we Lwowie», литографированные в львовской мастерской Пиллера в первой половине 1840-х годов. Также ярмарки на площади святого Юра изображены в воспоминаниях львовского писателя-мемуариста Станислава Шнюр-Пешговского.
В 1897 году городской садовник Арнольд Реринг заложил посреди площади сквер.

## Здания

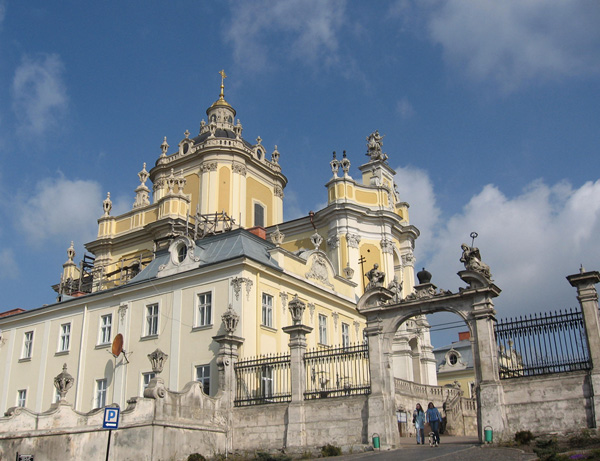
Кафедральный собор Святого Юра

- № 1 / 2. Учебный корпус Национального университета «Львовская политехника», расположенный в бывшем женском монастыре Святого Сердца (Sacre Couer), существовавшего здесь в 1844—1944 годах. Сохранился фасад 1885 года (архитектор Иван Левинский).
- № 3. Студенческая библиотека национального университета «Львовская политехника» со сложным фасадом. Построена в 1970 году. Архитектор — П. Марьев.
- № 4. Здание химического факультета Национального университета «Львовская политехника» (архитекторы М. Микула, В. Сагайдаковский, 1962).
- № 5 Комплекс собора Святого Юра.
- № 9 Учебный корпус национального университета «Львовская политехника» — бывшая химическая лаборатория Политехники (архитектор Юлиан Захаревич, 1876). Фасад и интерьер украшены неоренессансный рельефами Леонарда Маркони.